# Cornelis van Bijnkershoek

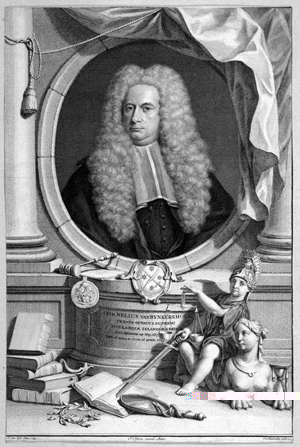
Cornelis van Bijnkershoek

Cornelis van Bijnkershoek (ur. 29 maja 1673 w Middelburgu, zm. 16 kwietnia 1743 w Hadze) – holenderski prawnik, który przyczynił się do rozwoju prawa międzynarodowego w ujęciu pozytywistycznym. 
Bijnkershoek studiował prawo na uniwersytecie we Franeker i został przyjęty w poczet haskiej palestry. W 1703 roku został członkiem holenderskiego Sądu Najwyższego, stając się jego prezesem w 1724 roku. Pomimo intensywnej kariery prawniczej stworzył wiele prac z zakresu nauk prawnych. 
Główne dzieła Bijnkershoeka dotyczyły prawa międzynarodowego: De Dominio Maris (1703), De Foro Legatorum (1721) i Quaestiones Juris Publici (1737). Komplet jego dzieł opublikowano po śmierci. 
Opinie Cornelisa van Bijnkershoeka były wysoko cenione i niezwykle wpływowe. Przy badaniu prawa narodów położył większy nacisk niż jego poprzednicy, których zajmowały głównie konstrukcje teoretyczne, na analizę rzeczywistych, aktualnych i praktycznych zagadnień. Van Bynkershoek w sposób szczególny przyczynił się do rozwoju prawa morza, zwłaszcza przez rozwinięcie pomysłów Grocjusza, które przeniósł na grunt praktyczny.